# Tjuvfiske
Fiske utan lov, i dagligt tal "tjuvfiske", innebär olovligt fiske utan fiskerätt, dvs. utan fiskekort eller annat tillstånd från fiskerättsägaren. Det är en brottslig handling riktad mot fiskerättsägaren
Tjuvfiske är vanligast efter kräftor och ädelfisk och är ett ganska stort problem i vissa vattendrag. Bland annat anser man att tjuvfiske bidragit till att sprida kräftpesten, som slagit ut bestånden av flodkräfta i stora delar av Sverige. Även fiske med för vattnet otillåtna redskap och fångstmetoder kan räknas som olovligt fiske. 
Brott mot bestämmelser i fiskerilagstiftningen med tillhörande föreskrifter faller under allmänt åtal och straffbestämmelser framgår av fiskelagen 37–50 §§. Straffet är böter eller fängelse i högst ett år. Vid brott mot fiskebestämmelser kan även fiskeredskap tas i beslag av fisketillsynen och bli förverkade, vilket även kan gälla annan utrustning som t.ex. båtar.  Om brottet är ringa ska fiskaren inte dömas till ansvar. Det avgörs av domstol och kan t.ex. handla om ett barn som metar och inte förstått fiskerättens innebörd.

## Kontrollavgifter
En fiskevårdsområdesförening får ta ut kontrollavgift av en fiskare som har lov att fiska inom fiskevårdsområdet men som bryter mot föreningens egna lokala fiskeregler. Avgiften infördes 2011 när Lagen (1981:533) om fiskevårdsområden, förkortad LOFO, moderniserades (SFS 2010:1874).